# Lekkoatletyka na Letnich Igrzyskach Paraolimpijskich 2004 – rzut dyskiem kl. F37 mężczyzn
W rzucie dyskiem kl. F37 (zawodnicy stojący z porażeniem mózgowym) mężczyzn podczas Letnich Igrzysk Paraolimpijskich 2004 rywalizowało ze sobą 7 zawodników.

## Wyniki

### Finał
| Poz. | Zawodnik             | Narodowość | Rezultat | Uwagi |
| ---- | -------------------- | ---------- | -------- | ----- |
| 1    | Tomasz Blatkiewicz   | Polska     | 51.75    | WR    |
| 2    | Haissem Ben Halima   | Tunezja    | 49.56    |       |
| 3    | Mostafa Ahmed        | Egipt      | 47.25    |       |
| 4    | Robert Chyra         | Polska     | 46.25    |       |
| 5    | Damien Burroughs     | Australia  | 42.44    |       |
| 6    | Ahmed Meshaima       | Bahrajn    | 37.12    |       |
| 7    | El Sadig Ashim Baien | Sudan      | 30.71    |       |